# Список инженер-адмиралов, инженер-вице-адмиралов, инженер-контр-адмиралов ВМФ СССР (1946—1960)

## Список
| Список высшего командного состава инженерно-корабельной службы ВМФ СССР содержит фамилии инженер-адмиралов, инженер-вице-адмиралов, инженер-контр-адмиралов, получивших первичное звание инженер-контр-адмирал в период с 1946 по 1960 год. | Список высшего командного состава инженерно-корабельной службы ВМФ СССР содержит фамилии инженер-адмиралов, инженер-вице-адмиралов, инженер-контр-адмиралов, получивших первичное звание инженер-контр-адмирал в период с 1946 по 1960 год. | Список высшего командного состава инженерно-корабельной службы ВМФ СССР содержит фамилии инженер-адмиралов, инженер-вице-адмиралов, инженер-контр-адмиралов, получивших первичное звание инженер-контр-адмирал в период с 1946 по 1960 год. | Список высшего командного состава инженерно-корабельной службы ВМФ СССР содержит фамилии инженер-адмиралов, инженер-вице-адмиралов, инженер-контр-адмиралов, получивших первичное звание инженер-контр-адмирал в период с 1946 по 1960 год. | Список высшего командного состава инженерно-корабельной службы ВМФ СССР содержит фамилии инженер-адмиралов, инженер-вице-адмиралов, инженер-контр-адмиралов, получивших первичное звание инженер-контр-адмирал в период с 1946 по 1960 год. |
| Ф. И. О. | Годы жизни | инженер- контр- адмирал | инженер- вице- адмирал | инженер- адмирал |
| --- | --- | --- | --- | --- |
| Балакирев, Виктор Яковлевич | 1912—1965 | 07.05.1960 | — | — |
| Березной, Николай Иванович | 1908—1977 | 27.01.1951 18.11.1971 | — | — |
| Богомолов, Иван Васильевич | 1911—1966 | 25.05.1959 | — | — |
| Болотов, Георгий Фёдорович | 1903—1986 | 18.02.1958 18.11.1971 26.04.1984 | — | — |
| Бубнов, Василий Константинович | 1902—1975 | 27.01.1951 18.11.1971 | — | — |
| Бурлаков, Александр Алексеевич | 1906—1976 | 18.02.1958 18.11.1971 | — | — |
| Васильев, Николай Александрович | 1907—1973 | 27.01.1951 18.11.1971 | — | — |
| Веретенников, Леонид Порфирьевич | 1915—1984 | 18.02.1958 18.11.1971 26.04.1984 | — | — |
| Вержиковский, Анатолий Павлович | 1909—1974 | 07.05.1960 18.11.1971 | — | — |
| Генкин, Абрам Львович | 1909—2001 | 18.02.1958 | 13.04.1964 18.11.1971 26.04.1984 | — |
| Головин, Василий Иванович | 1904—1979 | 27.01.1951 18.11.1971 | — | — |
| Гончаров, Николай Евгеньевич | 1907—1975 | 18.02.1958 18.11.1971 | — | — |
| Горохов, Андрей Сергеевич | 1905—1968 | 11.05.1949 | 18.02.1958 | — |
| Гусаров, Кузьма Саввич | 1901—1994 | 27.01.1951 18.11.1971 26.04.1984 | — | — |
| Гусев, Нил Михайлович | 1904—1985 | 05.07.1946 18.11.1971 26.04.1984 | — | — |
| Дёмин, Леонид Александрович | 1897—1973 | 31.05.1954 18.11.1971 | — | — |
| Денисов, Борис Алексеевич | 1893—1967 | 31.05.1954 | — | — |
| Дробышев, Георгий Валентинович | 1907—1995 | 11.05.1949 18.11.1971 26.04.1984 | — | — |
| Егоров, Михаил Васильевич | 1907—2000 | 03.11.1951 | 13.04.1964 18.11.1971 26.04.1984 | — |
| Зубков, Алексей Борисович | 1913—1984 | 16.07.1957 18.11.1971 26.04.1984 | — | — |
| Иванов, Иван Георгиевич | 1911—1961 | 08.08.1955 | — | — |
| Караганов, Леонид Иванович | 1908—1979 | 27.01.1951 | 18.02.1958 18.11.1971 | — |
| Карлов, Борис Иванович | 1898—1961 | 11.05.1949 | — | — |
| Кашин, Константин Михайлович | 1905—1985 | 27.01.1951 18.11.1971 26.04.1984 | — | — |
| Коваленко, Иван Владимирович | 1911—2007 | 07.05.1960 18.11.1971 26.04.1984 | — | — |
| Козлов, Алексей Дмитриевич | 1898—1979 | 27.01.1951 18.11.1971 | — | — |
| Колышев, Леонид Фёдорович | 1908—1974 | 07.05.1960 18.11.1971 | — | — |
| Корниловский, Виталий Михайлович | 1913—1981 | 25.05.1959 18.11.1971 | — | — |
| Коршунов, Леонид Алексеевич | 1904—1996 | 27.01.1951 | 25.05.1959 18.11.1971 26.04.1984 | — |
| Котов, Павел Григорьевич | 1911—2007 | 03.11.1951 | 18.02.1958 | 25.10.1967 18.11.1971 26.04.1984 |
| Красиков, Борис Яковлевич | 1908—1978 | 11.05.1949 18.11.1971 | — | — |
| Крастелев, Михаил Андроникович | 1911—1988 | 07.05.1960 | 25.10.1967 18.11.1971 | — |
| Критский, Владимир Фёдорович | 1898—1966 | 18.02.1958 | — | — |
| Круглов, Михаил Иванович | 1907—1976 | 03.11.1951 18.11.1971 | — | — |
| Кунаковский, Василий Порфирьевич | 1908—1995 | 03.11.1951 18.11.1971 26.04.1984 | — | — |
| Кутузов, Николай Георгиевич | 1915—1991 | 18.02.1958 | 19.02.1968 18.11.1971 26.04.1984 | — |
| Ларионов, Александр Иванович | 1906—1975 | 18.02.1958 18.11.1971 | — | — |
| Липатов, Борис Васильевич | 1911—1980 | 16.07.1957 18.11.1971 | — | — |
| Логинов, Александр Дмитриевич | 1908—1983 | 27.01.1951 18.11.1971 | — | — |
| Марков, Александр Сергеевич | 1907—1969 | 03.11.1951 | — | — |
| Мельников, Александр Тихонович | 1912—1977 | 07.05.1960 18.11.1971 | — | — |
| Миляшкин, Иван Георгиевич | 1904—1979 | 27.01.1951 | 18.02.1958 18.11.1971 | — |
| Минаков, Владимир Иванович | 1905—1973 | 31.05.1954 18.11.1971 | — | — |
| Мунаев, Николай Алексеевич | 1908—1999 | 08.08.1955 18.11.1971 26.04.1984 | — | — |
| Мясищев, Владимир Иванович | 1907—1991 | 18.02.1958 18.11.1971 26.04.1984 | — | — |
| Напитухин, Владимир Алексеевич | 1905—1976 | 08.08.1955 18.11.1971 | — | — |
| Нелепо, Алексей Григорьевич | 1908—1987 | 03.11.1951 18.11.1971 26.04.1984 | — | — |
| Павлов, Павел Александрович | 1911—2005 | 25.05.1959 18.11.1971 26.04.1984 | — | — |
| Першин, Виктор Иванович | 1902—1968 | 03.11.1951 | — | — |
| Половников, Александр Яковлевич | 1913—1978 | 08.08.1955 18.11.1971 | — | — |
| Попов, Аркадий Константинович | 1906—1985 | 08.02.1958 18.11.1971 26.04.1984 | — | — |
| Пустовалов, Анатолий Иванович | 1896—1991 | 27.01.1951 18.11.1971 26.04.1984 | — | — |
| Разумов, Василий Петрович | 1909—1967 | 03.08.1953 | 16.06.1965 | — |
| Рудницкий, Михаил Алексеевич | 1897—1976 | 27.01.1951 18.11.1971 | — | — |
| Рулев, Лев Алексеевич | 1910—2001 | 03.11.1951 18.11.1971 26.04.1984 | — | — |
| Савчик, Вадим Владимирович | 1912—1984 | 18.02.1958 18.11.1971 26.04.1984 | — | — |
| Самарин, Виктор Алексеевич | 1910—2003 | 31.05.1954 18.11.1971 26.04.1984 | — | — |
| Скворцов, Иван Алексеевич | 1905—1983 | 27.01.1951 18.11.1971 | — | — |
| Снитко, Иван Дамианович | 1896—1981 | 11.05.1949 18.11.1971 | — | — |
| Степанов, Михаил Петрович | 1908—2003 | 03.08.1953 | 27.04.1962 18.11.1971 26.04.1984 | — |
| Субботин, Виктор Иванович | 1912—1992 | 16.07.1957 18.11.1971 26.04.1984 | — | — |
| Супрун, Александр Петрович | 1907—1968 | 08.08.1955 | — | — |
| Сулимовский, Николай Александрович | 1905—1961 | 03.11.1951 | — | — |
| Ткаченко, Терентий Иванович | 1903—1980 | 18.02.1958 18.11.1971 | — | — |
| Усыскин, Александр Кузьмич | 1908—1999 | 31.05.1954 18.11.1971 26.04.1984 | — | — |
| Утробин, Борис Иванович | 1908—1987 | 27.01.1951 18.11.1971 26.04.1984 | — | — |
| Фёдоров, Василий Иванович | 1904—1975 | 31.05.1954 18.11.1971 | — | — |
| Фёдоров, Николай Георгиевич | 1908—1986 | 08.08.1955 18.11.1971 26.04.1984 | — | — |
| Фёдоров, Пётр Александрович | 1903—1978 | 08.08.1955 18.11.1971 | — | — |
| Филиппов, Владимир Владимирович | 1909—1952 | 27.01.1951 | — | — |
| Филиппов, Дмитрий Александрович | 1905—1980 | 16.07.1957 18.11.1971 | — | — |
| Фомин, Пётр Фомич | 1904—1976 | 27.01.1951 | 18.02.1958 18.11.1971 | — |
| Фоминых, Владимир Александрович | 1914—1993 | 18.02.1958 | 25.10.1967 18.11.1971 26.04.1984 | — |
| Челышев, Иван Дмитриевич | 1905—1963 | 27.01.1951 | — | — |
| Чернаков, Сергей Павлович | 1917—1974 | 07.05.1960 | 25.10.1967 18.11.1971 | — |
| Чикер, Николай Петрович | 1910—1988 | 25.05.1959 18.11.1971 26.04.1984 | — | — |
| Шатров, Борис Николаевич | 1899—1970 | 27.01.1951 | — | — |
| Шишкин, Михаил Алексеевич | 1909—1997 | 08.08.1955 18.11.1971 26.04.1984 | — | — |
| Эрайзер, Сергей Павлович | 1906—1957 | 31.05.1954 | — | — |
| Юрин, Георгий Васильевич | 1909—1993 | 03.11.1951 | 22.02.1963 18.11.1971 26.04.1984 | — |
| Яковлев, Виктор Ильич | 1902—1970 | 31.05.1954 | — | — |

## Хронология введения, изменения статуса (соответствия), отмены званий и вида погон (знаков различия)
- Генеральские и адмиральские звания в Красной Армии были введены 07.05.1940 указами Президиума Верховного Совета СССР «Об установлении воинских званий высшего командного состава Красной Армии» и «Об установлении воинских званий высшего командного состава Военно-Морского Флота». В соответствии с этими указами вводились воинские звания для высшего командного состава Военно-Морского Флота инженерно-корабельной службы: инженер-контр-адмирал, инженер-вице-адмирал, инженер-адмирал.
- Указами Президиума Верховного Совета СССР 06.01.1943 «О введении новых знаков различия для личного состава Красной Армии»[10] и от 15.02.1943 «О введении новых знаков различия для личного состава ВМФ»[11] были введены погоны.
- Указом Президиума Верховного Совета СССР от 03.03.1955[12] во изменение указа Президиума Верховного Совета СССР от 07.05.1940 Адмирала флота стал называться Адмирал флота Советского Союза с вручением знака отличия "Маршальская Звезда". Указом Президиума Верховного Совета СССР от 28.04.1962 «для достижения более полного соответствия между воинскими званиями и должностным положением высшего командного состава ВМФ СССР» звание адмирал флота было восстановлено.
- Звание адмирал флота, Адмирал Флота Советского Союза офицерам высшего командного состава инженерно-корабельной службы Военно-Морского Флота СССР указанным в таблице не присваивались.
- Указом Президиума Верховного Совета СССР от 18 ноября 1971 г. № 2319-VIII «О воинских званиях офицерского состава Вооруженных Сил СССР» введены инженерные воинские звания корабельного состава ВМФ и пограничных войск: адмирал-инженер, вице-адмирал-инженер, контр-адмирал-инженер (вместо инженер-адмирала, инженер-вице-адмирала, инженер-контр-адмирала соответственно).
- Указом Президиума Верховного Совета СССР от 26 апреля 1984 г. № 89-XI «О воинских званиях офицерского состава Вооруженных Сил СССР» инженерные воинские звания корабельного состава ВМФ и пограничных войск отменены.
- В ВМФ Вооруженных Сил Российской Федерации сохраняются воинские звания: контр-адмирал, вице-адмирал, адмирал, адмирал флота.